# Olszyny (województwo podlaskie)
Olszyny – wieś w Polsce położona w województwie podlaskim, w powiecie łomżyńskim, w gminie Piątnica. Przez miejscowość przepływa niewielka rzeka Łojewek, dopływ Narwi.
| SIMC    | Nazwa         | Rodzaj    |
| ------- | ------------- | --------- |
| 0403927 | Podtaraskowie | część wsi |
| 0403933 | Stara Wieś    | część wsi |

## Historia
Wieś założona przez Piotra Szorca z Obrębu, ziemia zakroczymska na podstawie nadania z lat 1414–1425. Wzmiankowana w 1435 r. w dokumencie erekcyjnym parafii Drozdowo. Dawniej Olszyny były bogate. Mieli tu swój dom jezuici. Stał dwór, karczma, drewniana kapliczka. Zapewne obecności zakonników wieś zawdzięcza siedemnastowieczny obraz Matki Boskiej z Dzieciątkiem. Mieszkańcy wierzą w jej cudowną opiekę, roztoczoną nad wsią, w czasie wojen i pożarów.
Dawniej prywatna wieś szlachecka Olszyny-Słubica położona była w drugiej połowie XVI wieku w powiecie wiskim ziemi wiskiej województwa mazowieckiego. 
W latach 1921–1939 były to dwie wsie – Olszyny Szlacheckie i Olszyny Włościańskie. Leżały w województwie białostockim, w powiecie łomżyńskim, w gminie Drozdowo.
Według Powszechnego Spisu Ludności z 1921 roku wieś:
- Olszyny Szlacheckie – 253 osoby, 250 było wyznania rzymskokatolickiego, 3 mojżeszowego. Jednocześnie wszyscy mieszkańcy zadeklarowali polską przynależność narodową. Było tu 45 budynków mieszkalnych
- Olszyny Włościańskie – zamieszkiwało 165 osób w 29 budynkach mieszkalnych[7].

Miejscowości należały do parafii rzymskokatolickiej w Drozdowie. Podlegały pod Sąd Grodzki i Okręgowy w Łomży; właściwy urząd pocztowy mieścił się w Łomży.
W wyniku napaści ZSRR na Polskę we wrześniu 1939 miejscowość znalazła się pod okupacją sowiecką. Od czerwca 1941 roku pod okupacją niemiecką. Od 22 lipca 1941 do 1945 włączona w skład Landkreis Lomscha, Bezirk Bialystok III Rzeszy.
Do 1954 roku miejscowość należała do gminy Drozdowo. Z dniem 18 sierpnia 1945 roku została wyłączona z woj. warszawskiego i przyłączona z powrotem do woj. białostockiego. W latach 1975–1998 miejscowość administracyjnie należała do województwa łomżyńskiego.

## Parafia Olszyny[potrzebnyprzypis]
Parafia pw. Trójcy Przenajświętszej została erygowana 1.01.1979 r. przez biskupa łomżyńskiego Mikołaja Sasinowskiego w granicach istniejącego od 1974 r. samodzielnego ośrodka duszpasterskiego. Ośrodek duszp. powstał z terytorium parafii: Drozdowo, Dobrzyjałowo i Wizna przy kaplicy pw. Nawiedzenia NMP, wybudowanej w 1905 r. (powiększonej w 1955 r.) istniejącej obecnie.
W latach 1982–1990 staraniem ks. prob. Kazimierza Chodźki wybudowany został kościół murowany pw. Trójcy Przenajświętszej. 
Kościół jest trójnawowy zbudowany na planie krzyża greckiego. Konsekracji dokonał 15 sierpnia 1990  biskup łomżyński Juliusz Paetz. W latach 1996–2000 staraniem ks. prob. Marka Natkowskiego kościół został wewnątrz pomalowany oraz uzupełniono brakujące sprzęty w wyposażeniu, a także dokonano remontu dachu. Murowana plebania została wybudowana w latach 1967–1969 staraniem administratorów: ks. Henryka Szymanowskiego i ks. Klemensa Karwowskiego.
Do Parafii należą :

- Olszyny
- Bożejewo Nowe
- Choszczewo
- Kałęczyn
- Guty
- Olszyny Kolonie
- Taraskowo
- Wyłudzin

Proboszczowie od powstania parafii:

- ks. Eugeniusz Świecki adm. 1952–1956,
- ks. Władysław Archacki adm. 1956–1961,
- ks. Henryk Szymanowski adm. 1961–1968,
- ks. Klemens Karwowski adm. 1968–1972,
- ks. Marian Czerwiński adm. 1972–1974,
- ks. Jerzy Średnicki adm. 1974–1977,
- ks. Eugeniusz Sierbiński 1979–1980 (adm. od 1977),
- ks. Kazimierz Chodźko 1980–1991,
- ks. Stanisław Bruliński 1991–1996,
- ks. Marek Natkowski 1996-2025